# Fort des Sept-Îles
Le fort des Sept-Îles et ses bâtiments annexes, propriété du Conservatoire du littoral, fait l'objet d'une inscription au titre des Monuments historiques.
Il est situé sur la partie ouest de l'île aux Moines, île de l'archipel des Sept-Îles, érigé depuis 1912 en réserve naturelle, qui est visitable au départ de Perros-Guirec.

## Historique
C'est à la demande du roi Louis XIV en 1694 qu'un disciple de Vauban conçoit cet ensemble fortifié pour protéger les côtes voisines de l'incursion des pirates qui se servaient de l'archipel comme refuge.
Sur des plans de 1718 et 1739, la construction d´un fort sur l'île aux Moines disposant de diverses batteries couvrant toutes les approches, redoute, caserne, magasin à poudre et même potager ne se réalise qu'à partir de 1740.
C'est Jean-Siméon Garangeau, l'architecte et ingénieur du Roi, directeur des fortifications de Saint-Malo (couvrant le territoire allant du Couesnon au château du Taureau en baie de Morlaix) qui concevra là son dernier fort. Il sera achevé en 1746 par l´ingénieur Jean-Baptiste Joseph Parrocel, de la famille des peintres de bataille (auteur notamment des peintures murales de l´Hôtel Royal des Invalides à Paris).
Les bâtiments et ouvrages défensifs de l'île aux Moines (le fort, l'ancienne caserne, la batterie de Cosmoguer, les quatre autres batteries et les deux lignes de retranchements avec leurs acheminements) font l'objet d'une inscription au titre des Monuments historiques par arrêté du 26 août 2024, qui se substitue à l'arrêté précédent du 30 septembre 1975.

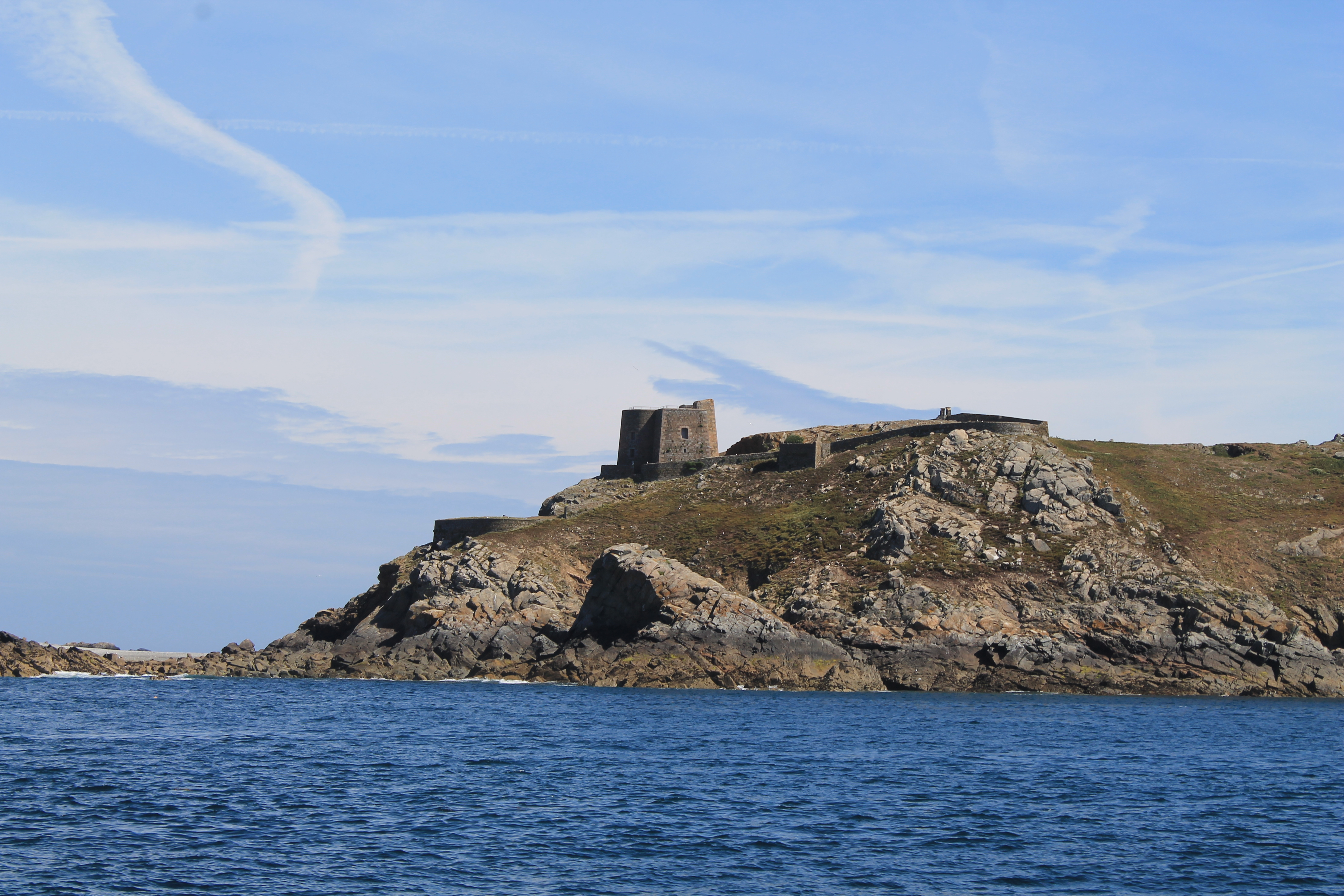
Vue du fort depuis la mer.

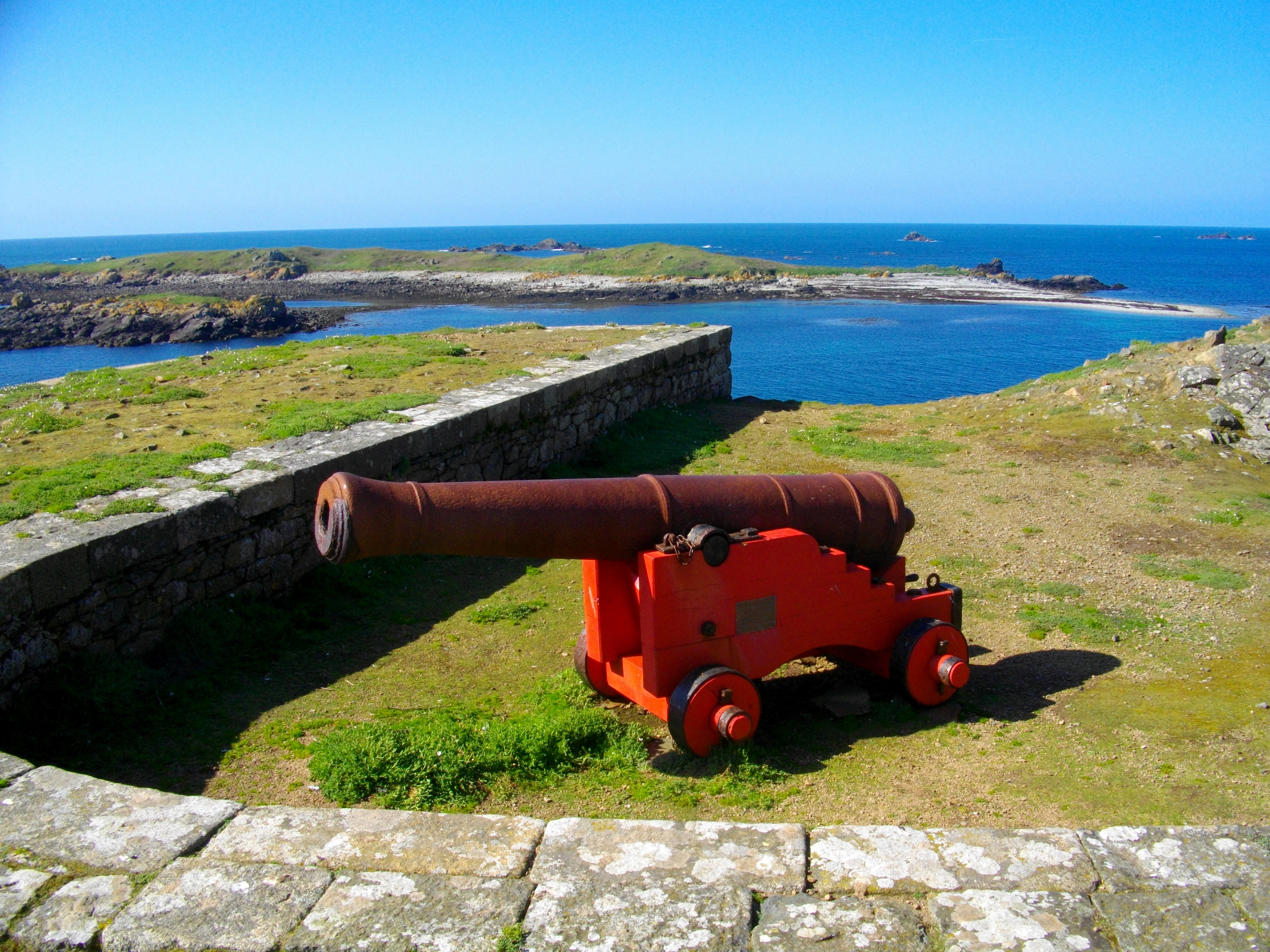
Canon du fort avec l'île plate en arrière plan.